# Carl Peter Wilhelm Gramberg
Carl Peter Wilhelm Gramberg (auch Karl; * 24. September 1797 in Seefeld; † 29. März 1830 in Züllichau) war ein deutscher Alttestamentler und Pädagoge.

## Leben
Carl Peter Gramberg war der Sohn eines Predigers, wurde jedoch früh Waise. Er absolvierte das Oldenburger Gymnasium und wechselte zum Studium der Theologie und orientalischen Sprachen 1816 auf die Universität Halle. Dort stand er insbesondere unter dem Einfluss von Wilhelm Gesenius und Julius August Ludwig Wegscheider. Nach Abschluss des Studiums wurde er zunächst Hauslehrer, dann öffentlicher Lehrer in Oldenburg.
Gramberg erhielt 1822 einen Ruf als Oberlehrer an das Pädagogium in Züllichau. Kurz bevor er diese Stellung antrat wurde er zum Dr. phil. promoviert. Er widmete sich neben seiner Lehrtätigkeit der schriftstellerischen Arbeit, um seine akademische Laufbahn vorzubereiten. Sein früher Tod verhinderte den Eintritt in diese.
In seinem 1828 erschienenen Buch Libri Geneseos secundum fontes rite dignoscendos adumbratio nova (Latein: „Neuer Umriss des Buches Genesis gemäß den in rechter Weise unterschiedenen Quellen“) unterschied er bei den Quellen der Genesis – in Anlehnung an Johann Gottfried Eichhorn und die Ältere Urkundenhypothese – zwischen einem „Elohisten“ (nach dem Gottesnamen אֱלֹהִים) und einem „Jehovisten“ (nach dem Gottesnamen יהוה), zudem nahm er „Compilator“ (Redakteur) als Mitverfasser der Tora an. Das Buch wurde per Dekret der römisch-katholischen Glaubenskongregation 1829 auf den Index der verbotenen Bücher gesetzt.

## Schriften (Auswahl)
- Die Chronik nach ihrem geschichtlichen Charakter und ihrer Glaubwürdigkeit neu geprüft. Anton, Halle/Saale 1823.
- Libri Geneseos secundum fontes rite dignoscendos adumbratio nova. Johann August Gottlieb Weigel, Leipzig 1828.
- Das Buch der Sprüche Salomo’s neu übersetzt, nach seinem Inhalte systematisch geordnet, mit erklärenden Anmerkungen und Parallelen aus dem Alten und Neuen Testamente versehen. Johann August Gottlieb Weigel, Leipzig 1828.
- Kritische Geschichte der Religionsideen des alten Testaments, 2 Bände. Duncker und Humblot, Berlin 1829–1830 (mit einem Vorwort von Wilhelm Gesenius).